# Вейнберг, Павел Павлович
Па́вел Па́влович Ве́йнберг (1874 — 17 [30] ноября 1910, Санкт-Петербург) — русский актёр, драматург и беллетрист.
Сын писателя Павла Исаевича Вейнберга, племянник поэта Петра Исаевича Вейнберга, двоюродный брат композитора Якова Владимировича Вейнберга и физика Бориса Петровича Вейнберга.

## Биография
Учился в петербургской гимназии Я. Г. Гуревича, затем на драматических курсах при императорском Санкт-Петербургского театрального училища (с 1891, не окончил). Играл в провинциальных театрах, также в театрах Литературно-художественного общества и Народного дома в Санкт-Петербурге. Помимо актёрской деятельности, выступал как режиссёр и антрепренёр. С 1903 сотрудничал в «Петербургской газете», где почти ежедневно печатал фельетоны, короткие рассказы и сатирические стихотворные сценки.

## Литературная деятельность
В газетных фельетонах, рассказах, стихотворных сценках высмеивал буржуазные нравы и модные течения литературно-художественной жизни столицы. После смерти Н. А. Лейкина (1906) вёл в «Петербургской газете» рубрику «Летучие заметки». В 1907 в той же газете печатались отрывки его юмористической повести о нравах театральной богемы «Ворохов в Петербурге» (отдельное издание 1908).
Пьесы «Без солнца» (1902), «Разгадка ночи» (1906, 1908), «Клумба Бобрика» (1907) ставились на провинциальных и столичных сценах. Главной темой драматургии Вейнберга считают бесцельность существования провинциальной интеллигенции, отсутствие идеалов и перспектив. В выборе персонажей и отчасти в стилистике заметна ориентация на пьесы А. П. Чехова. Вместе с тем прибегал к эффектным фабульным ходам и ярким сценам: героиня в пьесе «Без солнца» травит ядом свёкра; в «Разгадке ночи» — стреляет в любимого человека, с зароком уйти к нему от мужа, если промахнется; в «Клумбе Бобрика» — кончает самоубийством, а её отец сходит с ума.
Автор одноактных пьес «Единицы», «По часам» (1901), «Пятая сторожка» (1903).